# 26 (numero)
Ventisei (cf. latino viginti sex, greco ἕξ καὶ εἴκοσι) è il numero naturale dopo il 25 e prima del 27.

## Proprietà matematiche
- È un numero pari.
- È un numero composto dai seguenti 4 divisori: 1, 2, 13, 26. Poiché la somma dei relativi divisori (escluso il numero stesso) è 16 < 26, è un numero difettivo.
- È un numero semiprimo.
- È un numero omirpimes.
- È un numero nontotiente.
- È un numero noncototiente.
- È un numero di Ulam.
- È il più piccolo numero non palindromo il cui quadrato è un numero palindromo: 262 = 676.
- È uguale alla somma delle cifre del suo cubo: 263 = 17576; {\displaystyle 1+7+5+7+6=26}
- È l'unico numero esistente interposto fra un quadrato (25 = 52) e un cubo (27 = 33) dimostrato da Pierre de Fermat[1].
- È la somma di due quadrati, 26 = 12 + 52.
- È parte delle terne pitagoriche (10, 24, 26), (26, 168, 170).
- È pari alla somma dei primi 4 numeri primi dispari (dal 3 all'11).
- È un numero a cifra ripetuta nel sistema posizionale a base 3 (222) e in quello a base 12 (22).
- È un numero palindromo nel sistema di numerazione posizionale a base 5 (101).
- È un numero intero privo di quadrati.

## Chimica
- È il numero atomico del ferro (Fe).[2]

## Fisica
- Nella teoria dello Spazio Bosonico si pensa che ci siano 26 dimensioni temporali.[3]

## Astronomia
- 26P/Grigg-Skjellerup è una cometa periodica del sistema solare.
- 26 Proserpina è un asteroide della fascia principale scoperto nel 1853, battezzato così in onore della dea romana Proserpina, mentre il numero deriva dal fatto che è stato il 26° asteroide scoperto.

- L'oggetto M26 è un ammasso aperto visibile nella costellazione dello Scudo.
- NGC 26 è una galassia spirale della costellazione di Pegaso.[4]

## Astronautica
- Cosmos 26 è un satellite artificiale russo.

## Simbologia

### Smorfia
- Nella smorfia il numero 26 è la piccola Anna.[5]

## Convenzioni

### Linguaggio
- L'alfabeto inglese ha ventisei lettere.[6]

### Sport
- Nel Motociclismo, il 26 è il numero principalmente associato a Daniel Pedrosa.[7]
- Il numero massimo di vetture consentito per competere in una gara ufficiale di Formula 1.
- Era il numero utilizzato da Alberto Ascari nella sua ultima stagione di formula 1 disputata prima di morire in un incidente proprio in data 26 maggio 1955.[8]